# Семёновка (Петровский район)
Семёновка — село в Петровском районе Тамбовской области России. Входит в состав Петровского сельсовета.
Малая родина Героя Советского Союза (1945) И. К. Палилова.

## География
Село находится в западной части области, в лесостепной зоне, в пределах Окско-Донской низменной равнины, на расстоянии примерно 7 километров (по прямой) к северо-северо-востоку от села Петровского, административного центра района.
Осевая улица — Центральная.
Абсолютная высота — 151 метр над уровнем моря.

### Климат
Климат умеренно континентальный, относительно сухой, с холодной продолжительной зимой и тёплым летом. Средняя температура воздуха самого холодного месяца (января) — −11,5 — −10,5 °C (абсолютный минимум — −39 °C); самого тёплого месяца (июля) — 19,5 — 20,5 °C (абсолютный максимум — 40 °С). Период с положительной температурой выше 10 °C длится 141—154 дня. Среднегодовое количество атмосферных осадков варьирует в пределах от 400 до 650 мм. Продолжительность залегания снежного покрова составляет в среднем 135 дней.

### Часовой пояс
Село Семёновка, как и вся Тамбовская область, находится в часовой зоне МСК (московское время). Смещение применяемого времени относительно UTC составляет +3:00.

## Население
| 2010 |
| ---- |
| 49   |

### Половой состав
По данным Всероссийской переписи населения 2010 года в гендерной структуре населения мужчины составляли 49 %, женщины — соответственно 51 %.

### Национальный состав
Согласно результатам переписи 2002 года, в национальной структуре населения русские составляли 100 % из 80 чел.

## Известные уроженцы, жители
- Палилов, Иван Константинович (1919—1994) — Герой Советского Союза.

## Инфраструктура
Личное подсобное хозяйство с зоной сельскохозяйственного использования, индивидуальная застройка усадебного типа.
Основа экономики — сельское хозяйство.

## Транспорт
Деревня доступна автотранспортом.